# Thể nhân
Trong luật học, thể nhân hay tự nhiên nhân là một con người có thể cảm nhận được thông qua các giác quan và bị các quy luật tự nhiên chi phối, ngược lại với pháp nhân, là một tổ chức nào đó, mà vì một số mục đích nhất định thì luật pháp xem như là một cá nhân tách biệt với các thành viên và/hoặc chủ sở hữu của nó.
Ví dụ, các điều khoản pháp lý như sửa đổi thứ 19 của Hiến pháp Hoa Kỳ đảm bảo quyền bầu cử của phụ nữ, chỉ áp dụng cho thể nhân mà thôi. Trong nhiều trường hợp thì các quyền con người cơ bản hoàn toàn chỉ được dành cho thể nhân; ví dụ một công ty không thể đảm nhiệm một chức vụ trong xã hội, nhưng công ty này có thể khởi kiện hay có thể bị khởi kiện.
Mặc dù các truyện khoa học viễn tưởng từ lâu rồi đã mơ tưởng về khả năng tồn tại của các người máy (robot) có tri giác, nhưng cho tới nay vẫn chưa có một tòa án nào xem xét câu hỏi về việc các dạng người máy này có thể được coi là "thể nhân" hay không.
Tại Việt Nam, trong các văn bản pháp quy hiện nay, như bộ Luật Dân sự 2005, lại không sử dụng khái niệm thể nhân, mà thay vào đó là khái niệm cá nhân.